# Gonzalo Soriano
Gonzalo Soriano (Alicante, 14 mars 1913 – Madrid, 14 avril 1972) est l'un des plus distingués pianistes classiques espagnols du XXe siècle.

## Biographie
Soriano commence l'étude de la musique à un âge précoce, pour bientôt se concentrer sur le piano. Il étudie avec José Cubiles et est diplômé du Conservatoire de Madrid en 1929. Il fait ses débuts à Alicante la même année. Il continue à étudier le piano avec Alfred Cortot et Wanda Landowska à Paris et la composition avec Amzel à Lisbonne. De retour à Madrid, sous la protection de Manuel de Falla, qu'il joue à de nombreuses reprises, le talent de Soriano commence à être reconnu. Il apprécie la compagnie de Ramón Gómez de la Serna et d'un groupe d'artistes et d'écrivains.
La Guerre civile espagnole et le début de la Seconde Guerre mondiale arrêtent brusquement sa carrière et c'est seulement après 1945 que sa réputation se consolide en Europe, grâce au public et aux critiques impressionnés de sa polyvalence, sa technique et sa sensibilité musicale. Il donne des concerts en Europe dès 1947 et effectue sa première tournée aux États-Unis en 1954 avec un grand succès. Avec cette tournée, il enregistre son premier disque américain, avec la Suite espagnole d'Albéniz (Boston Records B302). Avec le même label, il grave les Variations sérieuses de Mendelssohn, Trois Romances, op. 27 de Schumann et la Sonate en la mineur op 164 de Schubert (LP Boston Records B303).
En 1955, il réalise sa première tournée en Extrême-Orient et en décembre 1959 visite les pays scandinaves, notamment avec un concert donné devant le roi de Suède, à l'occasion de l'attribution du Prix Nobel de médecine à Severo Ochoa. Soriano enregistre avec les meilleurs interprètes et chefs d'orchestre, dont Rafael Frühbeck de Burgos à plus d'une occasion. Avec ce dernier, il enregistre les Nuits dans les jardins d'Espagne et le Concerto en ré majeur pour clavecin, de Falla (EMI/Angel Records 36131). Deux autres enregistrements mémorables parmi ses premiers disques sont sous la direction de Ataúlfo Argenta en 1954 (Alhambra MCC 30008).
Victoria de los Ángeles, soprano exceptionnelle et grande admiratrice du talent de Soriano, le choisit comme collaborateur pour le concert et l'enregistrement. Le dialogue entre la voix et le piano atteint un parfait équilibre entre ces deux artistes lorsqu'ils jouent ensemble les œuvres de Frederic Mompou, Xavier Montsalvatge ou Joaquin Turina. Spécialisé dans le répertoire de la musique espagnole, Soriano est considéré comme l'un des pianistes le plus à même d'apprécier le talent de Montsalvatge et accepte le défi d'interpréter certains de ses œuvres les plus difficiles. Le compositeur a écrit expressément pour lui, la Sonatine pour Yvette (1963), dédié à la fille du compositeur, créée et enregistré par Soriano. D'autres grands compositeurs comme Mompou, Rodolfo Halffter, Óscar Esplá, Joaquín Rodrigo, ont également écrit des œuvres pour Soriano. Mompou, lui a dédié le numéro 9 de ses Cançons i Danses.
Soriano est décédé subitement d'un accident vasculaire cérébral, le 14 avril 1972, chez lui, à Madrid, alors que son dernier enregistrement des Douze Danses de Granados était toujours en production. La gravure remporte le Grand Prix de l'Académie du disque français. Soriano a laissé une large collection de représentations et enregistrements, y compris une intégrale des œuvres pour piano de Falla.

## Discographie
Gonzalo Soriano a enregistré essentiellement pour EMI (Gramófono-Odeon en Espagne), Decca, Boston Records. Il était l'accompagnateur préféré de Victoria de los Ángeles des mélodies de Ravel, Fauré, Hahn, Debussy, chez le même éditeur.
- Ravel, Albéniz, Mendelssohn et Nin-Culmell (Jube « Legends »)
- Mélodies de Debussy, Ravel, Hahn, Fauré, Falla, Toldra, Turina et Rodrigo – Victoria de los Ángeles, (1961-1966, « The fabulous Victoria de los Ángeles » 4 CD EMI 5650612)[4] (BNF 38275545)
- Shéhérazade, etc. – (1961, EMI) (OCLC 658723199)
- Nuits dans les jardins d'Espagne – Gonzalo Soriano, piano ; Orchestre national d'Espagne dir. Ataúlfo Argenta (1958, Decca)
- Nuits dans les jardins d'Espagne – Gonzalo Soriano, piano ; Orchestre de la Société des Concerts du Conservatoire, dir. Rafael Frühbeck de Burgos (EMI) (OCLC 714681315)